# Sottomarina
Sottomarina is een plaats (frazione) in de Italiaanse gemeente Chioggia.